# 有信睦弘
有信 睦弘（ありのぶ むつひろ、1947年4月21日 - ）は、日本の機械工学者。専門は流体工学。東芝で研究開発センター所長や執行役員常務を務めた。また、日本機械学会会長にも就任した。

## 来歴
1971年に横浜国立大学工学部卒業（工学士）。1976年に東京大学大学院工学系研究科機械工学専攻博士課程を修了（工学博士）し、東京芝浦電気（現・東芝）に入社した。大学では乱流境界層を研究した。有信は、不安はあったが大学より企業に可能性を感じて就職したと述べている。ドクターを出て就職という例がほとんどなかったため、有信が就職を表明すると「大騒動」になったという。
東芝での最初の仕事は商業用原子炉の安全性評価に関係するものだった。「定石」がないのですべて自分で考えたが、それがよかったと述べている。また、資金と設備を使える点が大学と比較した場合の企業での研究活動のよさだと評している。
2003年に研究開発所長と執行役員常務に就任し、経営監査部長（執行役常務兼任）を経て、2008年に役員を退任、同社顧問となる。
2009年に横浜国立大学理事（国際）。2010年に東京大学監事。2014年に理化学研究所理事。。
2018年に東京大学執行役・副学長に就任した。
2021年4月より叡啓大学の学長を務めている。
学外では日本機械学会の87代会長を務めた。また、文部科学省中央教育審議会委員（第9期）、文部科学省中央教育審議会大学院部会部会長、文部科学省中央教育審議会大学分科会将来構想部会委員、日本技術者教育認定機構顧問なども歴任した。